# Октябрьское (Карабалыкский район)
Октябрьское (каз. Октябрь) — село в Карабалыкском районе Костанайской области Казахстана. Входит в состав Славенского сельского округа. Находится примерно в 51 км к югу от районного центра, посёлка Карабалык. Код КАТО — 395057400.

## Население
В 1999 году население села составляло 266 человек (137 мужчин и 129 женщин). По данным переписи 2009 года, в селе проживало 179 человек (95 мужчин и 84 женщины).